# Trumpet (Satellit)

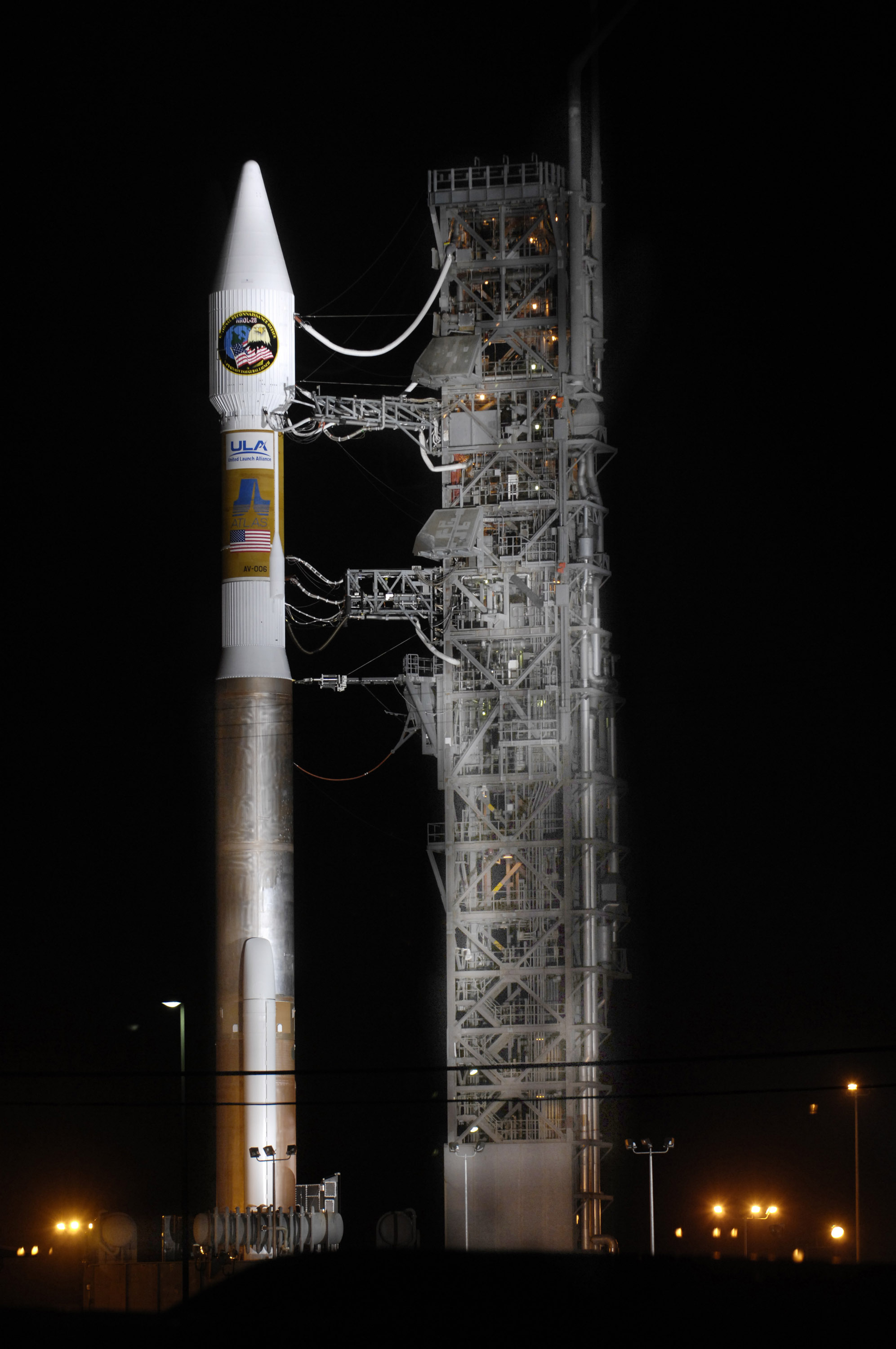
Die Atlas-V-Rakete vor dem Start von Trumpet 5.

Die Satelliten der Trumpet-Reihe (auch bekannt unter Advanced Jumpseat oder dem Codenamen Raven) sind Berichten zufolge US-amerikanische Aufklärungssatelliten, welche vom National Reconnaissance Office mit Beteiligung der National Security Agency und der US Air Force betrieben werden. Sie sind in der Lage, fremde Kommunikationsübertragungen mithilfe von Fernmeldeaufklärung zu detektieren und abzufangen.

## Missionsprofil

### Trumpet
Die Trumpet-Satelliten der ersten Generation (Trumpet 1, 2 und 3) sind die Nachfolger der Jumpseat-Satelliten. Sie sind wahrscheinlich mit ELINT- und SIGINT-Nutzlasten ausgerüstet, um die Up- und Downlink-Signale von russischen Molnija-Satelliten abzufangen. Des Weiteren wurde von einer Aufklärungsnutzlast berichtet, welche mithilfe von TELINT russische Raketentest hätte erkennen können. Die von Boeing Satellite Systems gebauten Satelliten sind zwischen 5.200 und 6.000 kg schwer und wurden auf Titan-IV-Trägerraketen von der Cape Canaveral Air Force Station in hochelliptische Molnija-Orbits mit 64° Neigung gebracht. In diesen Umlaufbahnen bewegen sie sich während des Großteils ihrer Umlaufzeit langsam über die nördliche Hemisphäre, was das Abfangen von russischen Kommunikationsübertragungen durch elektromagnetische Radiosignale in verschiedenen Frequenzen erlaubt. Des Weiteren sind die Satelliten dreiachsenstabilisiert und mit einer entfaltbaren Parabolantenne mit einem Durchmesser von über 150 Metern ausgerüstet. Die Herstellungskosten von Trumpet 1 wurden 1994 auf 1,5 Mrd. US-Dollar geschätzt.
Im Jahr 2017 ergaben Forschungen von Amateurbeobachtern, dass sich alle drei Satelliten weiterhin in ihren ursprünglichen Umlaufbahnen befinden und somit aktiv sein könnten.

### Trumpet Follow-On

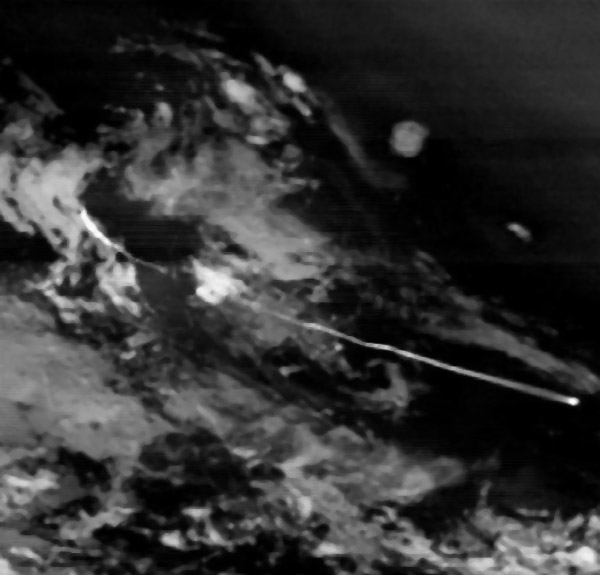
Beobachtung eines Delta-II-Raketenstarts durch die SBIRS-HEO-2-Nutzlast

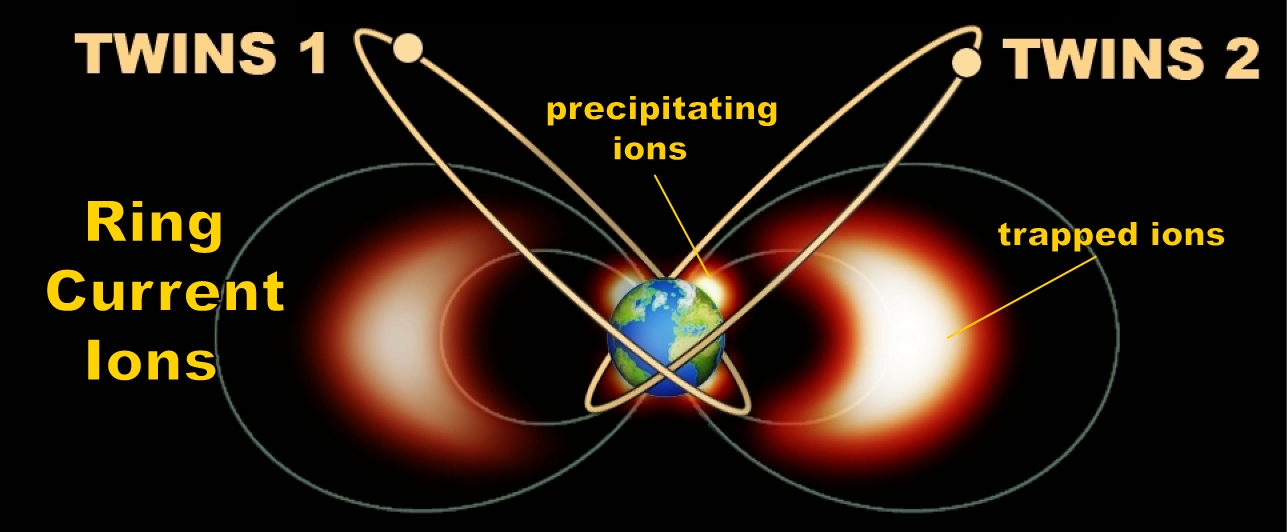
Umlaufbahnen von Trumpet 4 und 5 mit den TWINS-Nutzlasten

Die Satelliten der zweiten Trumpet-Generation (Trumpet 4 & 5, auch Trumpet Follow-On oder Raven genannt) sind deutlich kleiner als ihre Vorgänger. Sie wiegen zwischen 3.900 kg und 4.500 kg und wurden ebenfalls von Boeing Satellite Systems hergestellt. Über die Technik ist weniger bekannt als über die der ersten Generation, jedoch wird angenommen, dass Trumpet 4 und 5 kleinere, aber dafür modernere Satellitenschüsseln im Vergleich zu ihren Vorgänger besitzen. Wie Amateurbeobachter herausfinden konnten, wurden beide Satelliten wie auch ihre Vorgänger in Molnija-Umlaufbahnen gestartet, von wo sie wie die erste Generation mit SIGINT arbeiten.
Trumpet 4 (auch USA-184 oder NROL-22) wurde am 28. Juni 2006 auf einer Delta-IV-Medium-Trägerrakete von der Vandenberg Air Force Base ins All gebracht. An Bord des ersten Satelliten der zweiten Generation, Trumpet 4, befinden sich zwei zusätzliche Nutzlasten; der Satellit beherbergt die SBIRS-HEO-1-Nutzlast, welche Teil des Space-Based Infrared Systems ist und in Zusammenarbeit von Lockheed Martin und Northrop Grumman gebaut wurde. Die SBIRS-HEO-Mission dient der Frühwarnung vor feindlichen Raketenstarts und gilt als erfolgreich. Des Weiteren befindet sich die TWINS-A-Nutzlast der NASA an Bord, welche Teil des Explorer-Programms ist und der Erforschung der Magnetosphäre dient.
Trumpet 5 (auch USA-200 oder NROL-28) folgte am 13. März 2008 auf einer Atlas-V-Rakete ebenfalls von der Vandenberg Air Force Base. Der Satellit beherbergt außerdem die SBIRS-HEO-2- und die TWINS-B-Nutzlasten, welche identisch zu ihren Vorgängern sind.
Beide Satelliten sind Stand 2017 in Betrieb.

### Trumpet Follow-On 2
Trumpet 6 und 7 sind Satelliten der dritten Trumpet-Generation (welche auch als Trumpet Follow-On 2 oder Raven bekannt ist) und bislang die letzten der Reihe. Sie sind aufgrund der Wahl einer stärkeren Trägerrakete als bei den Vorgängersatelliten wahrscheinlich schwerer als 4.500 kg. Offiziellen Berichten zufolge soll sich die Technik der zweiten und der dritten Satellitengeneration trotz desselben Namens bis zu 90 % unterscheiden. Über die dritte Generation ist bisher am wenigsten bekannt, außer dass wieder eine große Parabolantenne für SIGINT eingesetzt wird. Hersteller könnte ebenfalls Boeing sein. Die Satelliten arbeiten in Molnija-Orbits, welche denen ihrer Vorgänger ähneln.
Trumpet 6 (auch USA-259 oder NROL-35) wurde am 13. Dezember 2014 auf einer Atlas-V-Rakete von Vandenberg aus gestartet. Er hat die dritte SBIRS-HEO-Aufklärungsnutzlast an Bord.
Trumpet 7 (auch USA-278 oder NROL-42) ist der bislang letzte Trumpet-Satellit und startete am 24. September 2017 ebenfalls auf einer Altas-V-Rakete von Vandenberg. An Bord ist SBIRS HEO-4, die vierte und letzte Aufklärungsnutzlast der SBIRS-HEO-Serie.
Die Follow-On-2-Satelliten befinden sich im Orbit und sind aktiv.

## Liste der Satelliten
| Name          | andere Bezeichnungen          | Startdatum (UTC)         | Trägerrakete           | Startplatz    | Orbit                                   | NSSDC ID      | Bemerkungen       |
| 1. Generation | 1. Generation                 | 1. Generation            | 1. Generation          | 1. Generation | 1. Generation                           | 1. Generation | 1. Generation     |
| ------------- | ----------------------------- | ------------------------ | ---------------------- | ------------- | --------------------------------------- | ------------- | ----------------- |
| Trumpet 1     | USA 103                       | 3. Mai 1994 15:55        | Titan-4(01)A/Centaur-T | CCAFS, LC-41  | 1.647,1 × 38.721,9 km, 63,6°, 717,8 min | 1994-026A     |                   |
| Trumpet 2     | USA 112                       | 10. Juli 1995 12:38      | Titan-4(01)A/Centaur-T | CCAFS, LC-41  | 1.201,9 × 39.166,4 km, 63,0°, 717,8 min | 1995-034A     |                   |
| Trumpet 3     | USA 136                       | 8. November 1997 02:05   | Titan-4(01)A/Centaur-T | CCAFS, LC-41  | 3.545,5 × 36.817,2 km, 63,6°, 717,7 min | 1997-068A     | Start mit NROL-4  |
| 2. Generation |                               |                          |                        |               |                                         |               |                   |
| Trumpet 4     | USA 184, SBIRS HEO-1, TWINS-A | 28. Juni 2006 03:33      | Delta IV Medium+ (4,2) | VAFB, SLC-6   | 1.186,2 × 39.183,3 km, 63,3°, 717,8 min | 2006-027A     | Start mit NROL-22 |
| Trumpet 5     | USA 200, SBIRS HEO-2, TWINS-B | 13. März 2008 10:02      | Atlas V (411)          | VAFB, SLC-3E  | 1.985,9 × 38.384,2 km, 63,6°, 717,8 min | 2008-010A     | Start mit NROL-28 |
| 3. Generation |                               |                          |                        |               |                                         |               |                   |
| Trumpet 6     | USA 259, SBIRS HEO-3          | 13. Dezember 2014 03:19  | Atlas V (541)          | VAFB, SLC-3E  | 2.027,1 × 38.342,6 km, 63,2°, 717,8 min | 2014-081A     | Start mit NROL-35 |
| Trumpet 7     | USA 278, SBIRS HEO-4          | 24. September 2017 05:49 | Atlas V (541)          | VAFB, SLC-3E  | 1.142,4 × 39.226,4 km, 63,5°, 717,8 min | 2017-056A     | Start mit NROL-42 |

## Missionslogos

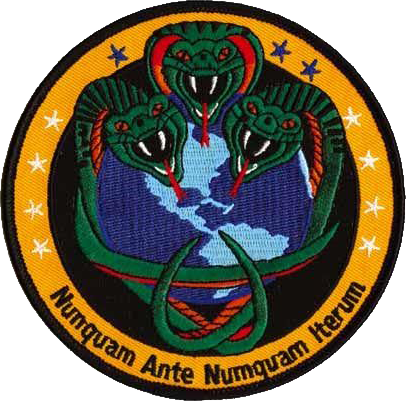
Logo der NROL-4-Mission (Trumpet 3)
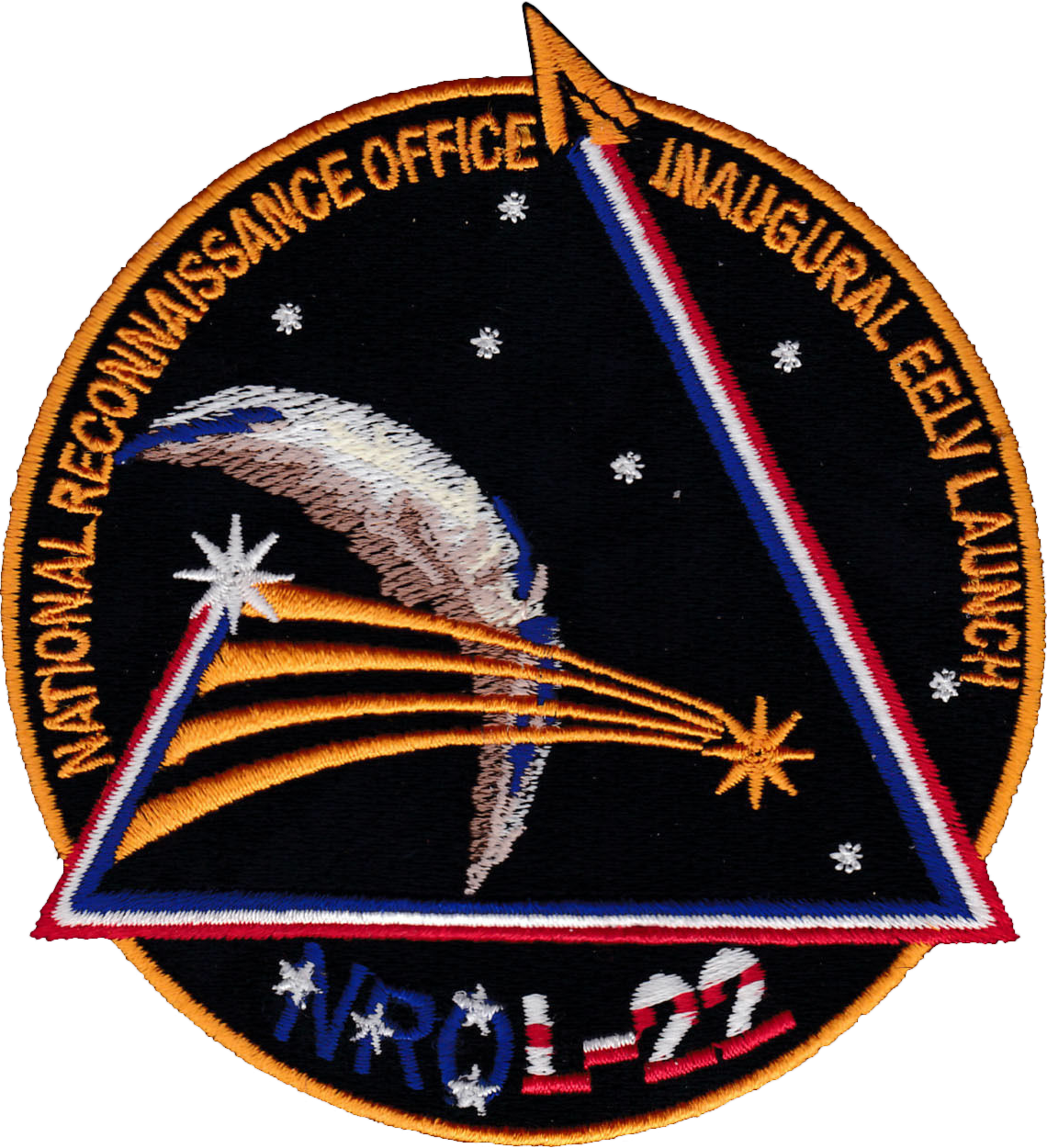
Logo der NROL-22-Mission (Trumpet 4)
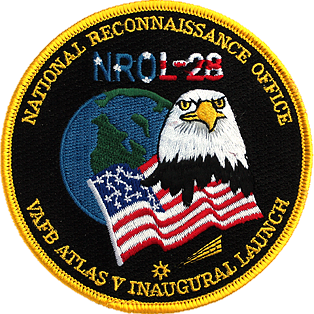
Logo der NROL-28-Mission (Trumpet 5)
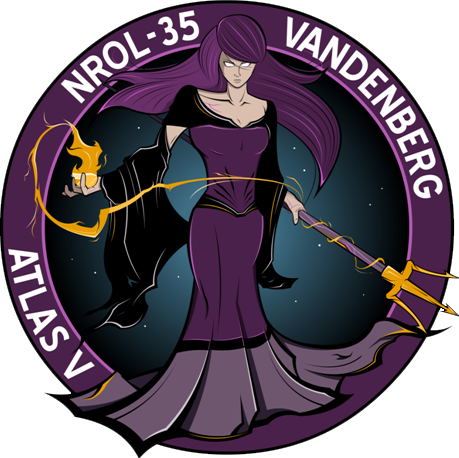
Logo der NROL-35-Mission (Trumpet 6)
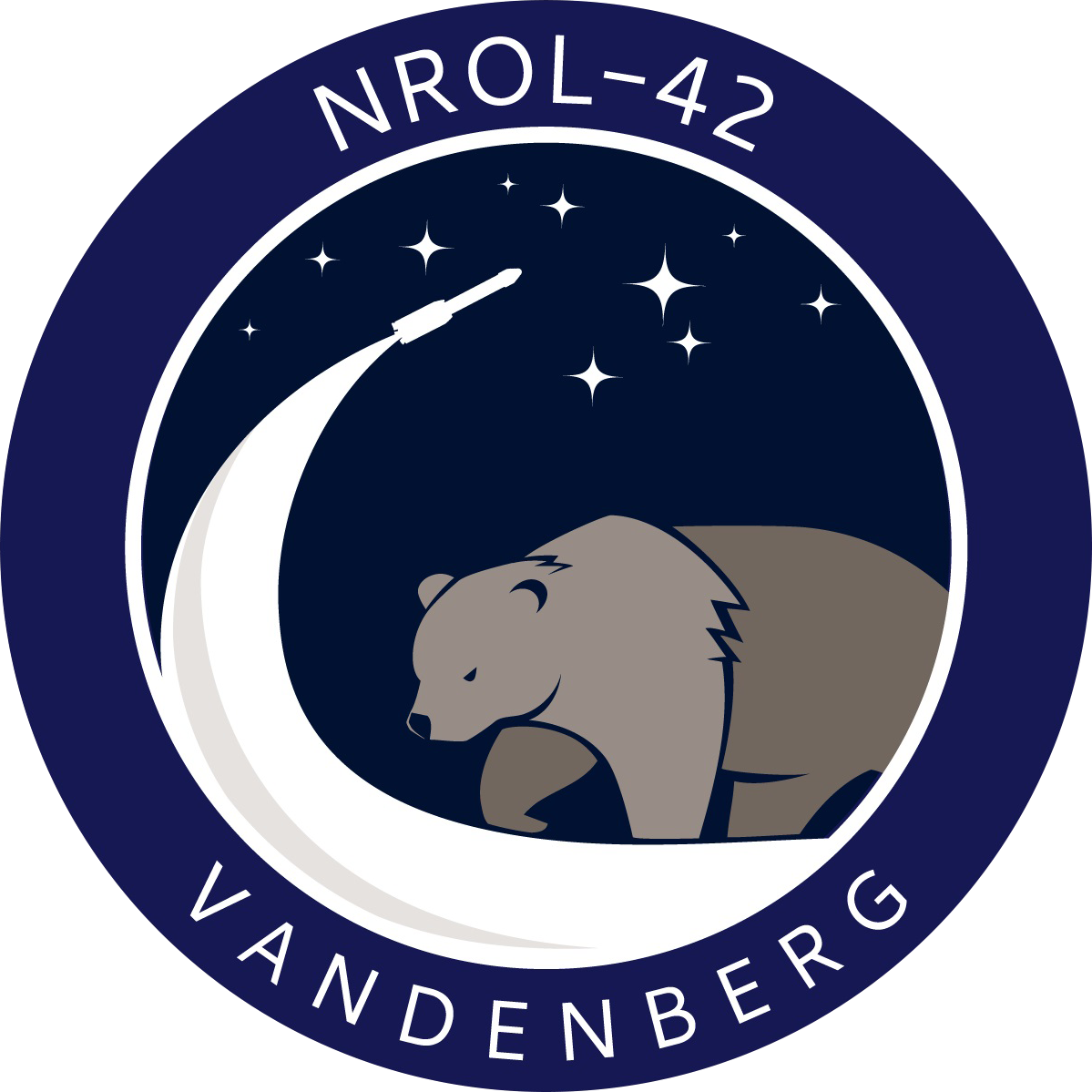
Logo der NROL-42-Mission (Trumpet 7)